# Tračna pila
Tračna pila ili vrpčasta pila ima vrlo uzak i tanak list spojenih krajeva, koji tvori beskonačnu vrpcu prebačenu i zategnutu preko pogonskoga kotača koji ju pogoni i nateznoga kotača koji ju napinje. Ta se pila izvodi isključivo kao stolna, služi za drvo, plastiku i metal (kovine), 
a rez može biti slobodna oblika. Za izrezivanje slobodnih oblika namijenjene su i stolna lučna pila, koja ima ravan, vrpčast list s krajevima upetima u luku koji se giba gore-dolje, te strojna ručna ubodna pila s jednostrano upetim listom slična gibanja. Ravne listove ima i pila jarmača za raspiljivanje trupaca.
Tračne pile služe isključivo za strojno piljenje. Izrađuju se u obliku čeličnih traka. Debljina traka je od 0,60 do 2 mm. Širina je od 6 do 40 mm. Alat (traka) se kod vodoravna pila postavlja koso prema smjeru brzine rezanja. Tako se postiže jednolično rezanje svakog zuba pile.

## Strojna pila
Strojna pila ima rezni dio pogonjen motorom, najčešće električnim, rjeđe benzinskim. Može biti stolna, s postoljem koje olakšava pomicanje i vođenje (posmak) piljenoga obratka, ili ručna, izmjerama i masom prilagođena držanju u ruci. Pili se po pravcu ili krivulji traženoga oblika, a list pile se vrti (rotira), giba se stalnom brzinom u jednom smjeru, ili se giba naizmjenično u jednom pa u drugom smjeru. Zbog raznolike namjene, razvijen je niz različitih strojnih pila.

## Slike
|                                     |                                 |                              |                                 |
| Mala prenosiva okomita tračna pila. | Način rada okomite tračne pile. | Moderna okomita tračna pila. | Beskonačni listovi tračne pile. |

## Vanjske poveznice
|  | Zajednički poslužitelj ima još gradiva o temi Tračna pila |